# Áurea Carolina
Áurea Carolina de Freitas e Silva (née à Tucuruí, le 20 novembre 1983), est une femme politique brésilienne, titulaire d'un diplôme en sciences sociales de l'Université fédérale du Minas Gerais (2008), spécialiste en genre et égalité de l'Université autonome de Barcelone (2011) et d'un master en sciences politiques de l'UFMG (2015). Élue conseillère municipale de Belo Horizonte/MG sous l'étiquette Parti socialisme et liberté en 2016, elle est aussi élue députée fédérale en 2018. Elle est une militante pour l'inclusion des femmes, des jeunes et de la population noire. En avril 2022, elle annonce qu'elle ne se représentera pas à la Chambre des députés.

## Politique

### Mandat de conseillère
Elle est la conseillère la mieux élue pour son premier mandat parlementaire pour Belo Horizonte (MG) lors des élections de 2016, avec 17 420 voix,   obtenant le vote le plus élevé pour le conseil municipal de la capitale du Minas Gerais au cours des douze dernières années.  
Elle démissionne de son mandat au Conseil municipal dans l'après-midi du mercredi 9 novembre 2018 pour préparer son nouveau poste à la Chambre fédérale en 2019. À sa place, à la législature municipale, Bella Gonçalves (PSOL), première suppléante de la coalition, prend ses fonctions.

### Mandat de députée fédérale
Elle présente sa candidature à la Chambre des députés aux élections de 2018. Elle est élue avec 162 740 voix, devenant la première députée fédérale du PSOL élue dans le Minas Gerais.

### Élections 2020
La campagne de la candidate pour la Ville de Belo Horizonte est lancée à travers le manifeste "Ensemble pour la démocratie et contre le fascisme", avec le soutien d'hommes politiques, d'artistes et d'intellectuels tels que la députée Mônica Francisco (RJ), Duda Salabert, Sônia Guajajara, Djamila Ribeiro, Silvio Almeida, Vilma Reis, Vladimir Safatle, Laura Carvalho, Jean Wyllys, Marcia Tiburi, Petra Costa, Bela Gil, Maria Gadu, Emicida, Leoni et Wagner Moura,.
Sa candidature est officialisée lors du congrès du parti le 31 août. Áurea dirigera la coalition Frente de Esquerda BH Socialista, formée par le PSOL, le Parti communiste brésilien (PCB) et l'Unité populaire (UP), avec Leonardo Péricles (UP) comme vice-président. Ils obtiennent la quatrième place, avec 8,33 % des suffrages exprimés, lors de l'élection remportée au premier tour par Kalil.

## Décorations et récompenses
En mars 2019, elle est désignée parmi les personnes les plus influentes d'ascendance africaine (Mipad) dans le classement des 100 jeunes femmes noires les plus influentes au monde dans le domaine de la politique et de la gouvernance.